# Anatolij Andreevič Brandukov
Anatolij Andreevič Brandukov (in russo Анатолий Андреевич Брандуков?; Mosca, 6 gennaio 1859, 25 dicembre 1858 del calendario giuliano – Mosca, 16 febbraio 1930) è stato un violoncellista russo.
Interpretò molte prime esecuzioni di opere per violoncello di grandi compositori, tra cui Pëtr Il'ič Čajkovskij e Sergej Vasil'evič Rachmaninov.

## Biografia
Anatolij Andreevič Brandukov nacque a Mosca il 25 dicembre 1858. Suo padre morì poco dopo la sua nascita, così fu cresciuto da sua madre e da sua zia. Iniziò presto a studiare violoncello e, a soli otto anni, iniziò a frequentare il conservatorio di Mosca, dove attirò l'attenzione di professori e pubblico. Fu allievo del virtuoso tedesco Wilhelm Fitzenhagen e terminò gli studi nel 1877 con la medaglia d'oro. Nel 1878 eseguì il suo primo concerto da solista, sostenuto da Nikolaj Rubinštejn. Dal 1881 al 1905 trascorse molto tempo all'estero, in particolare in Francia e in Svizzera, incontrandosi spesso con Ivan Turgenev. Nel 1890 Čajkovskij lo propose come professore di violoncello al conservatorio di Mosca, ma l'allora direttore Vasilij Safonov non accettò, ritenendolo troppo giovane per l'incarico. Nel 1892 aiutò l'allora diciannovenne Sergej Rachmaninov a debuttare autonomamente in concerto. Dopo la rivoluzione russa divenne membro del teatro Bol'šoj e nel 1921 fu nominato professore al conservatorio di Mosca. Morì il 16 febbraio del 1930 a Mosca, a 71 anni. 